# 折尾瀬村
折尾瀬村（おりおせむら）は、長崎県東彼杵郡北部の内陸部にあった村。江戸時代からの陶磁器生産地で、三川内焼が知られる。1955年（昭和30年）に佐世保市へ編入した。
現在の佐世保市三川内地域にあたる。

## 地理
東彼杵郡北端の内陸部に位置し、佐賀県と接する。「折尾瀬」の地名は、村域を流れる小森川の蛇行を表したとする説がある。
- 山：隠居岳、幕ノ頭、宇土越
- 河川：小森川、江永川、横手川、木原川、馬責川、戸の須川、鷹ノ巣川

## 沿革
- 1889年（明治22年）4月1日 - 町村制施行により、東彼杵郡折尾瀬村が単独村制にて発足。
- 1897年（明治30年） - 九州鉄道（後の日本国有鉄道佐世保線）が開通し、当村域に三河内駅が設置される。
- 1955年（昭和30年）4月1日 - 江上村・崎針尾村とともに佐世保市へ編入し、折尾瀬村は自治体として消滅。

## 地名
免を行政区域とする。折尾瀬村は1889年の町村制施行時に単独で自治体として発足したため、大字は無し。
- 今福東西免[2][3]
- 木原免
- 口ノ尾免
- 桑木場石垣免[4][5]
- 塩浸免
- 下ノ原免（しものはる）
- 上下吉福免[6][7]
- 新替免
- 新行江免
- 三川内免
- 横手心野免（よこてここんの）[8]

## 交通

### 鉄道
- 日本国有鉄道
  - 佐世保線

（佐賀県有田町） - 三河内駅 - （佐世保市:旧早岐町）

## 産業
農業のほか窯業が盛んで、上下吉福免（字江永）・木原免・三川内免には平戸藩御用窯であった三川内焼の窯元が多くある。

## 名所・旧跡
- 三川内焼古窯群
- 井出ノ平城址（新替免）